# Батрак Наталія Олександрівна
Ната́лія Олекса́ндрівна Батрак — українська легкоатлетка, майстер спорту з легкої атлетики, рядовий міліції.
Займається легкою атлетикою з четвертого класу.

## Спортивні досягнення
- бронзова призерка чемпіонату Європи з кросу — у командному заліку,
- у серпні 2015-го стала переможницею забігу на 21 кілометр в Харкові на ХХХ Міжнародному легкоатлетичному марафоні «Визволення»,
- у вересні 2015 року в польському місті Олесниця виграла забіг на 10000 метрів серед жінок з результатом 38,48 хвилини.